# Ingărești, Neamț
Ingărești este un sat în comuna Urecheni din județul Neamț, Moldova, România.